# Lotte Wubben-Moy
Lotte Wubben-Moy, née le 11 janvier 1999 à Londres, est une footballeuse internationale anglaise, qui joue au poste de défenseure centrale à Arsenal.

## Biographie
Formée à Arsenal, Wubben-Moy y fait ses débuts à l'âge de 16 ans le 26 juillet 2015 entrant en jeu lors d'une victoire 2-1 contre Notts County en championnat d'Angleterre,.
Déjà internationale anglaise en équipe de jeunes, Wubben-Moy fait ses débuts internationaux senior le 23 février 2021, remplaçant sa coéquipière d'Arsenal Leah Williamson lors d'une victoire 6-0 contre l'Irlande du Nord,.

## Palmarès

### Club
Arsenal
- Women's FA Cup
  - Vainqueur en 2016
- Women's League Cup
  - Vainqueur en 2015 et 2024

### Sélection
Angleterre
- Championnat d'Europe
  - Vainqueur en 2022